# Patricio Urrutia
Patricio Javier Urrutia Espinoza (* 15. Oktober 1977 in Zapotal, Los Ríos) ist ein ehemaliger ecuadorianischer Fußballspieler.

## Karriere

### Verein
Urrutia begann seine Erstligakarriere in Guayaquil beim Barcelona SC Guayaquil. 1997 wechselte er zum Aufsteiger Calvi FC aus Machala. Nach dem sofortigen Wiederabstieg blieb er in der Serie A, doch sein neuer Verein Técnico Universitario aus Ambato stieg im darauffolgenden Jahr ebenfalls ab und so ging es für ihn in die zweite Liga. Aber noch während der Saison wechselte er wieder in die höchste Spielklasse zu Macará. Dort konnte er sich endlich etablieren und die Spitzenvereine wurden auf ihn aufmerksam.
In der Saison 2002 wurde er an seinen ehemaligen Verein Barcelona SC ausgeliehen und erreichte als zentrale Kraft im Mittelfeld Platz 2 in der Meisterschaft. 2003 machte dann LDU Quito das Rennen um seine Dienste und es folgte sein erster Meistertitel. Seitdem ist der Spezialist für Freistöße und Fernschüsse Stammspieler und eine feste Größe bei dem Hauptstadtclub und 2005 konnte er einen zweiten Meistertitel in der Apertura (2005 gab es in Ecuador ausnahmsweise zwei Meistertitel, je Saisonhälfte einen) hinzufügen, 2007 den dritten. In der Saison 2008 gewann er mit LDU Quito das Finale der Copa Libertadores. Im Verlaufe des Turniers erzielte er vier Tore, darunter eins im Finalhinspiel. Im Elfmeterschießen des Finales verwandelte er einen der drei entscheidenden Strafstöße. Im August 2009 wechselte er zum vormaligen Finalgegner. Schon Anfang 2010 kehrte er zu LDU Quito zurück, wo er noch im selben Jahr mit seiner Mannschaft erneut die Meisterschaft gewinnen konnte. In der Saison 2013 kam er schließlich kaum noch zum Einsatz und beendete seine Karriere.
Am 20. Dezember 2006 wurde gegen ihn eine Sperre von vier Monaten für Meisterschafts- und Länderspiele verhängt, nachdem er aktiv an einer Schlägerei zwischen Spielern von LDU Quito und Barcelona SC Guayaquil im Anschluss an das letzte Saisonspiel wenige Tage zuvor teilgenommen hatte.

### Nationalmannschaft
2004, als er mit LDU Quito in der Copa Libertadores international spielte und mit dem Verein die Gruppenphase überstand, kam er auch zu seinem ersten Einsatz in der ecuadorianischen Fußballnationalmannschaft. Zwar war es bei einem Prestigesieg von Ecuador gegen Brasilien, trotzdem war es für einige Zeit sein einziges Spiel. So kam Ende 2005 seine Berufung in das Aufgebot Ecuadors für die Fußball-Weltmeisterschaft 2006 in Deutschland etwas überraschend. Trotzdem kam er beim Turnier gleich im ersten Spiel als Einwechselspieler zum Einsatz. Er nahm ebenfalls an der Copa América 2007 teil. Am 15. Juni 2008 erzielte er im WM-Qualifikations-Auswärtsspiel in Argentinien das Führungstor zum 1:0 für Ecuador, das beinahe zu einem historischen Auswärtssieg seines Landes geführt hätte, da Argentinien erst in der 93. Minute durch Rodrigo Palacio zum Ausgleich kam. Am 1. April 2009 kam er letztmals für sein Land zum Einsatz.

## Erfolge
LDU Quito
- Copa Libertadores: 2008
- Recopa Sudamericana: 2009
- Ecuadorianischer Meister: 2003, 2005 – Apertura, 2007, 2010